# Karaboelak (Ingoesjetië)
Karaboelak (Russisch: Карабулак) is een stad in de Russische autonome deelrepubliek Ingoesjetië. De stad ligt aan de rivier de Soenzja en vormt een spoorwegstation aan de spoorlijn van Grozny naar Beslan. In 1995 kreeg het de status van stad.
Voor de Russische Revolutie lag hier de stanitsa Karaboelakskaja van de Terek-Kozakken, die onderdeel vormde van de otdel Soenzjenski van de oblast Terek van de Terek-vojsko.
| 1970  | 1979  | 1989  | 2002   |
| ----- | ----- | ----- | ------ |
| 7.700 | 8.800 | 9.354 | 31.279 |

Karaboelak is tevens een stedelijk district

Bestuurlijk centrum: Magas

Steden: Karaboelak · Malgobek · Nazran

Districten: Dzjejrachski · Malgobekski · Nazranovski · Soenzjenski